# SMS Kaiserin Elisabeth
SMS Kaiserin Elisabeth – austro-węgierski krążownik pancernopokładowy z końca XIX wieku. 
Jego bliźniaczą jednostka był SMS „Kaiser Franz Joseph I”. W latach 1905–1906 okręt przeszedł remont. W jego trakcie z okrętu usunięto działa 240 mm i zmodernizowano artylerię mniejszego kalibru. Po remoncie składała się ona z dwóch armat 150 mm L/40, sześciu armat 150 mm L/35, 12 armat 47 mm L/44, dwóch armat 47 mm L/33. Uzbrojenie torpedowe pozostało bez zmian, na okręcie pozostawiono także dwa działa polowe 70 mm L/15 używane podczas desantów na ląd. 
Za udział w dziesięciomiesięcznej podróży krążownikiem SMS „Kaiserin Elisabeth” nadawano Medal Pamiątkowy Podróży Morskiej 1892–1893.
W 1900 „Kaiserin Elisabeth” została wysłana na wody w Chinach, aby pomóc w tłumieniu powstania bokserów. Uczestniczyła m.in. w ataku na forty Taku. Stacjonowała następnie dalej w Chinach, reprezentując tam interesy austro-węgierskie  W chwili wybuchu I wojny światowej krążownik przebywał z wizytą w niemieckiej bazie Tsingtau (obecnie Qingdao), która wkrótce potem została zablokowana przez Japonię. Władze w Wiedniu wahały się pomiędzy internowaniem okrętu, jego przedarciem się lub walką, gdyż Austro-Węgry, pomimo że były sojusznikiem Niemiec, nie były w stanie wojny z Japonią. 23 sierpnia 1914 przesłano rozkaz pozostawienia na okręcie tylko szkieletowej załogi w postaci kapitana i 17 marynarzy, a pozostała załoga udała się do Tiencinu, gdzie był konsulat Austro-Węgier. 26 sierpnia rozkazano jednak okrętowi wziąć udział w obronie miasta w razie japońskiego ataku. Pomimo przeszkód stwarzanych przez władze chińskie i państwa Ententy, 7 oficerów i 299 marynarzy zdołało powrócić na okręt, lecz 2 oficerów i 92 marynarzy internowano w Tiencinie. Krążownik wziął następnie udział w obronie Tsingtau. Ponieważ był już przestarzały, a nadto warunki nie były sprzyjające do używania okrętów przez obrońców, zdjęto z niego sześć dział 15 cm i użyto w bateriach nadbrzeżnych. Utworzyły one baterię nadbrzeżną „Elisabeth”. 2 listopada 1914 roku, na dwa dni przed kapitulacją niemieckiej bazy w Qingdao, rozbrojony krążownik został zatopiony przez własną załogę.